# Guillermo de Orta
Guillermo de Orta fue un escultor y entallador del siglo XVI de origen desconocido, algunos autores sitúan su nacimiento en Córdoba, mientras otros en Flandes.

## Biografía
Las primeras noticias que se conocen del artista es que contrajo matrimonio en Montilla el 29 de junio de 1566 con Marina de Aguilar, villa donde también nacieron sus hijos Juan y María. En 1572 realizó el retablo del convento de San Agustín y tres años después intervino intervino como tasador del ensamblaje del retablo de la capilla de San Juan Bautista de la iglesia de Santiago en Montilla. Ese mismo año realizó el retablo mayor de Bujalance, aunque surgieron problemas y abandonó el trabajo.
El 12 de marzo de 1578 fue contratado para el tabernáculo de la capilla del Sagrario de la Mezquita-catedral de Córdoba, donde ideó un modelo muy original al concebirlo como una cámara a la que se accede por unas puertas talladas con gran detalle. En su interior todo está recubierto de madera con relieves alusivos a la Eucaristía, sobre una mesa de altar de mármol rojo se alza un templete con el Sagrario. En el mismo templo parece que realizó el marzo del lienzo de Santa Elena, ubicado en la capilla de María Magdalena en el muro norte.
En 1579 actuó con otros maestros en el monumento del Jueves Santo que había trazado poco antes Hernán Ruiz III. En 1582 arrendaba unas casas en la calle San Fernando. Al final de su vida abandonó Córdoba y se marchó a Málaga.